# Myrmekiaphila jenkinsi
Espèce
Synonymes
- Myrmekiaphila jenkensi Bond & Platnick, 2007

Myrmekiaphila jenkinsi est une espèce d'araignées mygalomorphes de la famille des Euctenizidae.

## Distribution
Cette espèce est endémique des États-Unis. Elle se rencontre  au Tennessee et au Kentucky.

## Étymologie
Cette espèce est nommée en l'honneur de Ronald Lee Jenkins (1952-2007).

## Publication originale
- Bond & Platnick, 2007 : A taxonomic review of the trapdoor spider genus Myrmekiaphila (Araneae, Mygalomorphae, Cyrtaucheniidae). American Museum novitates, no 3596, p. 1-30 (texte intégral).